# Salzburg Sam
Salzburg Sam – przystanek kolejowy w Salzburgu, w kraju związkowym Salzburg, w Austrii. Znajdują się tu 2 perony.